# Strujanje zraka
Strujanje zraka ne ovisi samo o silama koje djeluju u atmosferi, nego i o trenutnom stanju atmosfere. To stanje može biti barotropsko (to jest gustoća zraka je funkcija jedino tlaka), ili baroklinsko (to jest gustoća zraka ovisi, osim o tlaku, i o drugim termodinamskim uvjetima). 
Zbog mnogobrojnosti i međusobnosti utjecaja čimbenika koji uzrokuju i utječu na gibanje atmosfere, mehanizam strujanja zraka u atmosferi vrlo je složen i može se samo približno opisati matematičkim izrazima. 
Gibanje zraka zbog djelovanja vanjskih i unutrašnjih sila te gradijenta temperature određeno je zakonima mehanike fluida i zakonima termodinamike.
Zračna se masa Zemljine atmosfere neprestano giba s obzirom na površinu Zemlje. Dva su osnovna razloga gibanju zraka u atmosferi: vrtnja ili rotacija Zemljine kugle i nejednoliko zagrijavanje njene površine i atmosfere. 
Zbog Zemljine vrtnje u višim slojevima atmosfere djeluju na čestice zraka Coriolisova sila i sila centrifugalnog ubrzanja, a u prizemnom sloju djeluju još i sile trenja između zračnog omotača i Zemljine površine, te između čestica zraka. Rezultat je djelovanja tih sila uglavnom vodoravno strujanje zraka. Zbog zakrivljenosti Zemljine površine i gibanja Zemlje s obzirom na Sunce, kao i nejednakog zagrijavanja podloge, ukupna se atmosfera nejednoliko zagrijava, što uzrokuje poremećaj gradijenta tlaka, pa nastaju strujanja zraka koja nastoje izjednačiti razlike tlaka. 

## Strujanje zraka u atmosferi
U atmosferi Reynoldsov je broj strujanja zraka mnogo veći od kritične vrijednosti, pri kojoj laminarno strujanje prelazi u turbulentno. Pri turbulentnom strujanju zraka, osim brzine strujanja zraka, mijenjaju se u vremenu i prostoru i ostale veličine zračnog stanja, kao što su tlak, temperatura, gustoća, vlažnost zraka i tako dalje. 
Turbulentno strujanje je nestacionarno i trodimenzijalno, to jest sva se svojstva strujanja mijenjaju u svim trima glavnim smjerovima. Kad je komponenta brzine u jednom smjeru vrlo malena i zanemarljiva u usporedbi s ostalim dvjema komponentama, strujanje je dvodimenzijalno. U atmosferi su sva strujanja zraka dvodimenzionalna ili trodimenzionalna, tako da je većinom vodoravna komponenta brzine strujanja najveća i da je ona glavna značajka ukupnog strujanja. To znači da se velike zračne mase najčešće gibaju manje ili više paralelno sa Zemljinom površinom, pri čemu mogu mijenjati smjer, a samo strujanje ne mora biti pravocrtno, nego rotacijsko i vrtložno. 
Ponekad, zbog naglih promjena temperature i gustoće zraka, okomita komponenta brzine strujanja toliko poraste da se poremeti okomita stabilnost atmosfere, pa strujanje postaje okomito. 
Vodoravno gibanje zraka u blizini Zemljine površine podvrgnuto je maksimalnim silama trenja na granici između atmosfere i tla. Zbog sile trenja stvara se granični sloj u kojemu je brzina zraka, s obzirom na Zemlju, na površini Zemlje jednaka nuli i raste do vrha graničnog sloja. Debljina graničnog sloja ovisi o brzini strujanja zraka i o vrsti površine tla. 
Iznad graničnog sloja viskoznost je zraka zanemarljiva, pa na gibanje zračne mase uz silu gradijenta tlaka najviše utječe rotacija Zemlje. Taj se sloj naziva slobodnim slojem.